# Университет-Технолог
«Университе́т-Техно́лог» (1984—1992 — «Педагог», 1992—1997 — «Белые звёзды», 1997—2006 — «Университет», 2006—2009 — «Университет-Белогорье») — российская женская волейбольная команда из Белгорода.

## Достижения
- двукратный серебряный призёр чемпионатов России — 2001, 2003.
  - бронзовый призёр чемпионата России 2002.
- Обладатель Кубка России 2008;
  - серебряный призёр розыгрыша Кубка России 2000.

## История
В 1984 году на базе спортивного факультета Белгородского государственного педагогического института (ныне Белгородский государственный университет) была образована волейбольная команда «Педагог». До 1992 года выступала во второй лиге всесоюзного чемпионата, а в сезоне-1992/93, заняв 4-е место в 1-й лиге уже российского чемпионата, получила право на повышение в классе.
В 1993 году был образован женский волейбольный клуб «Белые звёзды», под патронаж которого перешла команда «Педагог», сменив название на клубное. Под «звёздным» именем белгородские волейболистки в сезоне-1993/94 стартовали в высшей лиге «Б» чемпионата России, где заняли 8-е место. В следующем сезоне команда была среди участников волейбольного первенства в объединённой высшей лиге. Дебют в элите прошёл для «Белых звёзд» не очень успешно — лишь 11-е место и следующие два чемпионата команда провела классом ниже (после образования суперлиги вторым российским дивизионом стала высшая лига).
Сезон-1996/97 команда провела под новым названием — «Университет» и, заняв третьи места в высшей лиге и переходном турнире, завоевала путёвку в суперлигу российского женского волейбола. Здесь команда из Белгорода поначалу лавров не снискала — 9, 7 и 8-е места, соответственно в 1998, 1999 и 2000 годах, но по игре команды (особенно в чемпионате-1999/2000) было видно, что успехи не за горами. В «Университете» сложился стабильный костяк основного состава, возглавляла команду опытная Раиса Попова. И в следующем сезоне белгородок ожидал настоящий прорыв — 2-е место в российском первенстве. Последующие два сезона «Университет» вновь поднимается на пьедестал почёта, а в 2004 году становится 4-м. Следует отметить, что три «призовых» чемпионата команда провела практически неизменным составом, в который входили Светлана Левина, Александра Коруковец, Галина Папазова, Лариса Якунина, Елена Сысунина и Елена Сычёва. Но в дальнейшем такая чрезмерная игровая нагрузка на ограниченное число игроков, приведшая к травмам, отсутствие полноценных резервов и большие проблемы с финансированием привели к резкому падению результатов. В сезоне-2004/05 команда стала лишь 9-й, а в следующем — и вовсе заняла последнее место, одержав за весь чемпионат лишь две победы.
В 2006 году «Университет» перешёл в структуру волейбольного клуба «Локомотив-Белогорье» и сменил название на «Университет-Белогорье». Всё это не замедлило сказаться на результатах. Сезон-2006/07 команда провела в высшей лиге «А» российского чемпионата и уверенно заняла 1-е место, вернув себе прописку в элите женского российского волейбола.

### Волейболистки клуба в сборной России
В 2004 году в составе сборной России Александра Коруковец стала серебряным призёром Олимпийских игр.

## Волейбольный клуб «Локомотив-Белогорье»
ВК «Локомотив-Белогорье» кроме мужских команд включает две женские:
- «Университет-Технолог» — выступает в Суперлиге,
- «Университет-Технолог»-2 — выступает в первой лиге.

Президент клуба — Геннадий Яковлевич Шипулин.

## Арена
Домашние матчи «Университет-Технолог» проводил во дворце спорта «Космос». Построен в 1982 году. Вместимость 5 000 зрителей. Адрес в Белгороде: улица Королёва, 5. Является домашней ареной также мужской команды «Белогорье».

## Сезон 2007—2008
В чемпионате России 2008 года команда «Университет-Белогорье» (Белгород) провела 19 игр, из которых выиграла 10 и 9 проиграла. Соотношение партий 38:36. Итог — 6-е место.
За команду выступали (в скобках количество проведённых игр):
связующие — Виктория Кожина (19), Мария Жадан (18);
центральные — Наталья Морозова (18), Наталья Рогачёва (15), Анна Симонова (12), Софья Жилина (1), Татьяна Щукина (1);
нападающие — Елена Пономарёва (18), Розанжела Корреа (18), Екатерина Орлова (18), Анна Артамонова (15), Кристин Ричардс (14), Лариса Сычёва (4), Алина Бершакова (1), Ольга Ерёмина (1), Юлия Григорова (1);
либеро — Екатерина Стародубова (18), Дарья Филатова (1).
Главный тренер — Владимир Кузюткин.

## Сезон 2008—2009
Перед началом сезона состав «Университета» претерпел значительные изменения. Пришли в команду лидеры сборных Нидерландов Дебби Стам (из голландского «Мартинуса») и США Кимберли Гласс (из турецкого «Фенербахче»), а также бывшая украинка Екатерина Кривец. Покинули коллектив Виктория Кожина, Наталья Морозова, Анна Симонова, Анна Артамонова, Лариса Сычёва, американка Кристин Ричардс и бразильянка Розанжела. Возглавил команду новый главный тренер Андрей Смирнов.
Выступление команды в сезоне-2008/09 получило неоднозначную оценку. В ноябре 2008 года «Университет-Белогорье» с блеском выиграл Кубок России, не оставив никаких шансов в полуфинале действующему чемпиону подмосковному «Заречью-Одинцово» и в финале лидеру текущего первенства московскому «Динамо». В первенстве белгородки ещё по состоянию на март 2009 года занимали место в лидирующей тройке. Но затем команда пережила серьёзный игровой спад, потерпев 11 поражений подряд. Итог — 7-е место.
В январе 2009 года команда перешла под патронаж Белгородского государственного технологического университета (БГТУ) имени В. Г. Шухова и сменила название на «Университет-Технолог». Это уже пятое имя в 25-летней истории команды.

### Состав
| №  | Имя, фамилия          | Год рождения | Рост | Амплуа      | Гражданство      |
| -- | --------------------- | ------------ | ---- | ----------- | ---------------- |
| 1  | Алина Бершакова       | 1987         | 188  | нападающая  | Россия           |
| 2  | Марианна Язепчик      | 1987         | 176  | связующая   | Россия           |
| 3  | Мария Жадан           | 1983         | 178  | связующая   | Россия           |
| 4  | Елена Пономарёва      | 1972         | 194  | нападающая  | Россия           |
| 5  | Татьяна Щукина        | 1991         | 192  | центральная | Россия           |
| 8  | Екатерина Кривец      | 1984         | 192  | центральная | Россия / Украина |
| 9  | Екатерина Орлова      | 1987         | 193  | нападающая  | Россия           |
| 10 | Александра Белозёрова | 1985         | 177  | либеро      | Россия           |
| 11 | Екатерина Стародубова | 1984         | 176  | либеро      | Россия           |
| 12 | Олеся Шаравская       | 1984         | 187  | нападающая  | Россия           |
| 15 | Наталья Рогачёва      | 1982         | 190  | центральная | Россия           |
| 16 | Дебби Стам            | 1984         | 187  | нападающая  | Нидерланды       |
| 18 | Кимберли Гласс        | 1984         | 190  | нападающая  | США              |
|    | Софья Жилина          | 1989         | 182  | центральная | Россия           |
|    | Юлия Григорова        | 1990         |      | нападающая  | Россия           |

- Главный тренер — Андрей Геннадьевич Смирнов.
- Старший тренер — Александр Владимирович Зуйченко.
- Тренер-статистик — Михаил Юрьевич Третьяков.
- Врач — Юрий Михайлович Дёмин.
- Массажист — Александр Юрьевич Попов.

Всего в чемпионате России 2008—2009 команда провела 26 матчей. Из них выиграно 12, проиграно 14. Соотношение партий 46:54.
За команду выступали (в скобках количество проведённых игр):
связующие — Мария Жадан (25), Марианна Язепчик (19);
центральные — Наталья Рогачёва (25), Екатерина Кривец (25), Татьяна Щукина (1), Ирина Смирнова (1);
нападающие — Екатерина Орлова (26), Дебби Стам (23), Елена Пономарёва (22), Кимберли Гласс (18), Олеся Шаравская (17), Алина Бершакова (5), Анастасия Комогорова (1), Александра Соломатникова (1);
либеро — Екатерина Стародубова (25), Александра Белозёрова (17), Дарья Филатова (1).

## Сезон 2009—2010

### Переходы
Перед началом сезона в составе «Университета-Технолога» произошли изменения. Пришли в команду сербская волейболистка Аня Спасоевич (из турецкого «Фенербахче»), чемпионка мира Наталья Куликова (из хабаровского «Самородка»), опытная Любовь Ягодина (из «Ленинградки»), связующая Ольга Хржановская (из «Динамо-Янтаря»). Покинули коллектив Мария Жадан, Дебби Стам, Кимберли Гласс, Алина Бершакова и Олеся Шаравская. На тренерском посту Андрея Смирнова сменил Евгений Сивков, возглавлявший в прошлом сезоне «Самородок» (Хабаровск).
В первой половине сезона команда рассталась с Ольгой Хржановской, Еленой Пономарёвой и Любовью Ягодиной. Новичком «Университета» стала связующая сборной Болгарии Диана Ненова. В ходе чемпионата команду покинули также Куликова, Рогачёва, Спасоевич.

### Состав
| №  | Имя, фамилия             | Год рождения | Рост | Амплуа             | Гражданство      |
| -- | ------------------------ | ------------ | ---- | ------------------ | ---------------- |
| 1  | Ирина Смирнова           | 1990         | 192  | нападающая         | Россия           |
| 2  | Марианна Язепчик         | 1987         | 176  | связующая          | Россия           |
| 3  | Ольга Хржановская        | 1980         | 180  | связующая          | Россия           |
| 3  | Александра Соломатникова | 1990         | 185  | нападающая         | Россия           |
| 4  | Елена Пономарёва         | 1972         | 194  | нападающая         | Россия           |
| 5  | Татьяна Щукина           | 1991         | 192  | центральная        | Россия           |
| 7  | Любовь Ягодина           | 1977         | 184  | нападающая         | Россия / Украина |
| 8  | Екатерина Кривец         | 1984         | 192  | центральная        | Россия           |
| 9  | Екатерина Орлова         | 1987         | 193  | нападающая         | Россия           |
| 10 | Александра Белозёрова    | 1985         | 177  | либеро, нападающая | Россия           |
| 11 | Екатерина Стародубова    | 1984         | 176  | либеро             | Россия           |
| 12 | Диана Ненова             | 1985         | 178  | связующая          | Болгария         |
| 14 | Анастасия Комогорова     | 1992         | 188  | нападающая         | Россия           |
| 15 | Наталья Рогачёва         | 1982         | 190  | центральная        | Россия           |
| 16 | Аня Спасоевич            | 1983         | 187  | нападающая         | Сербия           |
| 17 | Наталья Куликова         | 1982         | 185  | нападающая         | Россия           |
|    | Софья Жилина             | 1989         | 182  | центральная        | Россия           |

1. ↑  Перешла в «Самородок»
2. ↑  Перешла в «Динамо» (Казань)
3. ↑  Перешла в «Динамо» (Москва)

- Главный тренер — Евгений Витальевич Сивков.
- Старший тренер — Александр Владимирович Зуйченко.
- Тренер-статистик — Михаил Юрьевич Третьяков.
- Врач — Евгений Иванович Дыбов.
- Массажист — Александр Юрьевич Попов.

### Дебют в Лиге чемпионов
В дебютной для себя Лиге чемпионов «студентки» смогли выйти из группы в «раунд двенадцати», сыграв, несмотря на проблемы с составом, несколько ярких матчей. Победу, одержанную в Белгороде 13 января 2010 года, и вовсе можно считать исторической: в четырёх партиях были обыграны соперницы из Бергамо. В тот день «Университет-Технолог» прервал серию поражений в еврокубках российских клубов от итальянских, начавшуюся в марте 2004 года и насчитывавшую в общей сложности 27 матчей.
В матчах «раунда двенадцати» борьбы не получилось. Белгородская команда, надолго потерявшая из-за травм Наталью Куликову и Аню Спасоевич, ничего не смогла противопоставить турецкому «Вакифбанку», уступив в обеих встречах со счётом 0:3.

### Роспуск команды
После окончания сезона, в котором «Университет-Технолог» занял в чемпионате России 11-е место, было объявлено о роспуске команды.